# آنسلمو روبیاتی
آنسلمو روبیاتی (انگلیسی: Anselmo Robbiati؛ زادهٔ ۱ ژانویهٔ ۱۹۷۰) بازیکن فوتبال اهل ایتالیا است.
از باشگاه‌هایی که در آن بازی کرده‌است می‌توان به باشگاه فوتبال اینتر میلان، باشگاه فوتبال پروجا، باشگاه فوتبال فیورنتینا، باشگاه فوتبال آنکونا، باشگاه فوتبال مونتسا، باشگاه فوتبال کومو، و باشگاه فوتبال ناپولی اشاره کرد.